# Ešarra-ḫammat
Ešarra-ḫammat war die Hauptgemahlin des neuassyrischen Königs Asarhaddon, der von 681–669 v. Chr. regierte, und bekleidete als „Frau des Palastes“ (issi ekalli) eine zentrale religiös-administrative Stellung am Hof. Ihr Tod im Februar 672 v. Chr. im Alter von rund 40 Jahren löste weitreichende Trauerrituale aus, wurde in babylonischen Chroniken notiert und veranlasste Asarhaddon, ihr ein eigens errichtetes Mausoleum in Aššur zu widmen.

## Herkunft und Name
Der Name „Ešarra-ḫammat“ setzt sich aus den akkadischen Elementen Ešarra (Bezeichnung eines Tempels bzw. kosmischen Ortes) und ḫammat („Herrin“) zusammen. Die vorherrschende Interpretation lautet, dass der Titel die Göttin Mulliššu in Ešarra als Herrin bezeichnet oder andeutet, dass „in Ešarra sie Herrin ist“.

## Vermählung und Rolle
Ešarra-ḫammat heiratete Aššur-aḫḫe-iddina (Asarhaddon) um 695 v. Chr., noch während seiner Zeit als Kronprinz. Als Königin trug sie den assyrischen Titel issi ekalli („Frau des Palastes“) und übte umfangreiche religiöse und administrativ-häusliche Aufgaben aus. Zwar ist aus ihrer Lebenszeit kaum eine Urkunde überliefert, doch verfügte sie über persönliche Güter, etwa eine Augensteinsignatur, die ihr Eigentum kennzeichnete; schriftliche Zeugnisse stammen überwiegend aus obsessiven Nachrufen nach ihrem Tod.

## Nachkommen und dynastische Bedeutung
In den Quellen werden Šērūʾa-ēṭirat, Aššur-bāni-apli und Šamaš-šuma-ukin als potenzielle Nachkommen Ešarra-ḫammats angesehen, wobei unklar bleibt, ob sie tatsächlich alle drei von ihr abstammten. Die Königssöhne sind in den Asarhaddon’schen Nachfolgeregelungen getrennt als „Söhne der Mutter Ashurbanipals“ und „andere Söhne“ aufgeführt, was auf mehrere Gemahlinnen hinweist. Da Šērūʾa-ēṭirat gemeinsam mit den beiden bekannten Thronfolgern im Trauerritual auftritt, liegt es nahe, dass sie ihre leibliche Tochter war.

## Tod und Trauerrituale
Ešarra-ḫammat verstarb im Februar des Jahres 672 v. Chr. im Alter von circa 40 Jahren. Ihr Tod löste bei König Asarhaddon tiefe Trauer aus und führte zu außergewöhnlichen Feierlichkeiten. In mehreren babylonischen Chroniken wurde das Datum ihres Ablebens vermerkt. Asarhaddon ließ für sie in Aššur einen eigens errichteten Mausoleumskomplex erbauen und wies umfangreiche Bestattungsgaben an. Das königliche Trauerritual umfasste die Waschung und Verehrung ihrer Füße durch eine „Schwiegertochter“ (kallatu) und das Ausbringen von geröstetem Getreide durch eine „Tochter“ (marat šarri); dabei riefen mehrere Hofdamen gemeinsam laut MÍ.É.GAL.MEŠ auf, was wörtlich in etwa „weinerliche Klagen“ oder „Wehklagen“ bedeutet.

## Nachwirkung
Nach Ešarra-ḫammats Tod nahm Asarhaddon keine neue Hauptgemahlin, sondern übertrug viele ihrer Aufgaben auf seine Mutter Naqia, die bis in seine Regierungszeit hinein eine herausragende Stellung im Hofwesen behielt. Die mythische Erscheinung ihrer eṭemmu („Geister“) gegenüber Aššur-bāni-apli diente später als Bestätigung seiner Thronfolge, wie aus einem exorzistischen Bericht hervorgeht.